# Alice in Wonderland (film fra 1903)
Alice in Wonderland er en britisk stumfilm fra 1903 af Cecil Hepworth og Percy Stow.

## Medvirkende
- May Clark som Alice
- Cecil M. Hepworth
- Geoffrey Faithfull
- Stanley Faithfull
- Mrs. Margaret Hepworth